# Furcantenna yangi
Furcantenna yangi   (лат.) — вид мух-журчалок из подсемейства Microdontinae

## Описание
Длина тела 9 мм, крыльев — 11 мм. Представители Furcantenna сходны с родом Schizoceratomyia. Они отличаются друг от друга формой скутеллюма, который разделён на две доли глубоким швом в середине задней части у Furcantenna. Описаны только самцы.
Личинки населяют муравейники, где собирают падаль.

## Распространение
Китай, Гуанси-Чжуанский автономный район.